# 陳子強
陳子強（1975年10月6日—），本名陳俊睿，明華園第三代出身。由於出身台灣的歌仔戲世家明華園，從小就接受嚴格的武術與歌仔戲訓練，幼年時就常上台客串演出。
11歲時被電影公司相中，以武術童星的身分出道，演出日後甚至銷往日本的賣座電影《殭屍小子》。之後陸續演出多部電影，其中也包含廣為人知的桃太郎系列以及日本電影金田一少年之事件簿，在台無電影可演後，曾赴港擔任武打替身。
由於從小練武的關係，導致脊椎存在舊傷，連帶影響到身高。雖然對外宣稱有172至175公分，但2012年接受談話性節目專訪時，承認自己實際上僅有165公分。

## 歌仔戲
| 年份   | 播出頻道 | 戲名                 | 角色 |
| 1985年 | 中視     | 歌仔戲《父子情深》   |      |
| 1987年 | 華視     | 歌仔戲《千里姻緣路》 | 鍾豪 |

## 電視劇
| 年份   | 播出頻道         | 劇名                                         | 角色         |
| 1987年 | 華視             | 《大小濟公》                                 | 小濟公       |
| 1988年 | 華視             | 《爸爸請你要奮鬥》                           |              |
| 1989年 | 華視             | 《神醫華佗》                                 |              |
| 1992年 | 中視             | 《紅面神童》                                 | 關公（幼年） |
| 1993年 | 華視             | 《封神榜－哪叱傳奇》                         | 李哪叱       |
| 1996年 | 中視             | 《大巡按蕃薯官》第二十二單元：雙面女妖黃金城 | 伍昌         |
| 1996年 | 中視             | 《大巡按蕃薯官》第二十九單元：鬼將軍         | 施浩天       |
| 1997年 | 中視             | 《大巡按蕃薯官》第三十七單元：叫我第一名     | 阿彬         |
| 1997年 | 中視             | 《大巡按蕃薯官》第四十單元：虎將軍發威       | 陳益宏       |
| 1997年 | 中視             | 《大巡按蕃薯官》第四十三單元：綠眼殺手       | 李忠         |
| 1998年 | 民視             | 《台灣作家劇場》 三春記                      | 李俊雄       |
| 1998年 | 民視             | 《春天後母心》                               | 林啟明       |
| 1998年 | 民視             | 《真命天子》                                 | 董玉朗董天送 |
| 1999年 | 台視             | 《同居三合一》                               | 逃犯         |
| 1999年 | 大愛電視台       | 《生命的微笑》                               | 黃志堂       |
| 1999年 | 台視             | 《雨中鳥》                                   | 劉家濱張俊龍 |
| 1999年 | 華視             | 《土地公傳奇》第十一單元：油麻菜籽           | 鄭其昌       |
| 1999年 | 三立台灣台       | 《鳥來伯與十三姨》                           | 阿強         |
| 2000年 | 台視             | 《花開正紅時》                               | 王志強       |
| 2000年 | 大愛電視台       | 《真愛父子情》                               | 董寄振       |
| 2000年 | 三立台灣台       | 《九龍傳說》                                 | 魏通海       |
| 2000年 | 公視             | 《拼裝家庭》                                 | 林致吾       |
| 2001年 | 台視             | 《流氓教授》                                 | 林建平       |
| 2001年 | 台視             | 《望鄉》                                     | 彭日昇       |
| 2001年 | 台視             | 《天下第一狀》                               | 洪君諒       |
| 2001年 | 中視             | 《多桑與紅玫瑰》                             | 阿勇         |
| 2002年 | 三立台灣台       | 《負君千行淚》                               | 甘志強       |
| 2002年 | 台視             | 《台灣英雄之斧頭將軍》                       | 阿關         |
| 2002年 | 三立台灣台       | 戲說台灣《炮轟八家將》                       | 許天賜       |
| 2002年 | 三立台灣台       | 戲說台灣《刀疤藝旦》                         | 吳平順       |
| 2003年 | 台視             | 《名揚四海》                                 | 陳峰         |
| 2003年 | 民視             | 《親戚不計較》(EP1283登場)                   | 康建龍       |
| 2003年 | 東森戲劇台       | 《兩個月亮》                                 | 陳濤         |
| 2004年 | 民視             | 《慾望人生》                                 | 阿虎         |
| 2004年 | 華視             | 《靚女郎》                                   | 金旭東       |
| 2004年 | 民視             | 《意難忘》                                   | 廖水蛙       |
| 2005年 | 華視             | 《生命的太陽》                               | 文斌         |
| 2005年 | 東森戲劇台       | 《好美麗診所嘿哈》                           | 阿虎         |
| 2005年 | 三立台灣台       | 《金色摩天輪》                               | 孫遠志       |
| 2006年 | 華視             | 《天長地久》                                 | 阿山         |
| 2007年 | 民視             | 《濟公》                                     | 伏虎         |
| 2008年 | 台視             | 《天上聖母媽祖》                             | 千里眼       |
| 2009年 | 央視             | 《又見阿郎》                                 | 柳飛豹       |
| 2011年 | 三立台灣台       | 戲說台灣《蝨母仙傳奇》                       | 李金川       |
| 2011年 | 台視             | 《田庄英雄》                                 | 武道         |
| 2012年 | 三立台灣台       | 戲說台灣《祿仙送子》                         | 廖乞丐       |
| 2012年 | 三立台灣台       | 戲說台灣《天官武財神》                       | 賴水生       |
| 2013年 | 三立台灣台       | 《孤戀花》                                   | 李春成       |
| 2014年 | 中視             | 《月亮上的幸福》                             | 邱子翔       |
| 2014年 | 大愛電視台       | 《我們這一家》                               | 徐振家       |
| 2014年 | 中國大陸         | 《天后之征》                                 | 導演         |
| 2015年 | 三立台灣台       | 戲說台灣《烏頭祖師爺》                       | 楊萬里       |
| 2016年 | 公視             | 《海豬仔》                                   | 魯蛋         |
| 2017年 | 公視             | 《我的陌生爸爸》                             | 曉海         |
| 2017年 | 公視             | 《起鼓·出獅》                                | 楊厚德       |
| 2017年 | 公視             | 《城市情歌》                                 | 陳春雄       |
| 2019年 | 華視             | 《重聚》                                     | 許文         |
| 2023年 | 公視台語台、華視 | 《欺妻49天》                                 | 李正達       |
| 2025年 | 大愛電視台       | 《宇宙的源頭就是愛》                         | 徐振家       |

## 電影
| 年份   | 片名                             | 角色   |
| 1986年 | 殭屍小子                         | 小黑   |
| 1987年 | 新桃太郎                         | 狗童   |
| 1988年 | 哈囉殭屍                         | 小強   |
| 1988年 | 孩子王                           | 小黑   |
| 1989年 | 立體奇兵                         | 小黑   |
| 1991年 | 新七龍珠                         | 孫悟空 |
| 1997年 | 金田一少年之事件簿之上海人魚傳說 | 楊小龍 |
| 1999年 | 黑道                             |        |
| 2000年 | CALL IN 紅唇劫                   |        |
| 2003年 | 野蠻小子                         |        |
| 2003年 | 搞什麼鬼                         |        |
| 2004年 | 人不是我殺的                     |        |
| 2004年 | 喜歡你喜歡我                     |        |

### 微電影
| 年份   | 片名                     | 角色   |
| 2017年 | 彰化縣警察局「關鍵逆襲」 | 陳家銘 |

## 外部連結
- 陳子強charleschen的新浪微博
- 陳子強在互联网电影资料库（IMDb）上的資料（英文）
- 陳子強在香港影庫上的簡介